# إلياس أخوماش
إلياس أخوماش شكور (16 أبريل 2004 في المغرب مدينة تطوان–) هو لاعب كرة قدم مغربي، يلعب في مركز الهجوم كجناح أيمن مع نادي فياريال في الدوري الإسباني والمنتخب المغربي تحت 23 سنة.

## مسيرته الكروية
ولد أخوماش في برشلونة الكاتالونية، لعائلة تنحدر من مدينة تطوان شمال المغرب، لعب إلياس أول مباراة احترافية له مع نادي برشلونة ب في 25 نوفمبر 2020.
في 20 نوفمبر 2021، تم اختياره في التشكيلة الأساسية للفريق الأول، من قبل المدير الفني الجديد تشافي في المباراة الأولى له كمدرب لبرشلونة، في ديربي الدوري الإسباني ضد إسبانيول. في سياق متوتر في كامب نو بعد رحيل رونالد كومان، ساعد فريقه على الفوز 1–0، على الرغم من أنه تم استبداله في وقت مبكر من الشوط الثاني لإفساح المجال لزميله خريج لا ماسيا عبد الصمد الزلزولي.

## مسيرته الدولية
لعب دوليا مع شباب منتخب إسبانيا لكرة القدم. كما لعب لصالح شباب المنتخب المغربي تحت 15 سنة والذي فاز معه ببطولة شمال إفريقيا تحت 15 عام 2018. في نوفمبر 2023، تدرج للعب ضمن المنتخب المغربي تحت 23 سنة.
و تُوٍجَ إلياس أخوماش مع المنتخب الأولمبي  المغربي بالميدالية البرونزية في الألعاب الأولمبية 2024 في صنف منافسات كرة القدم للرجال ، و احتل المركز الثالث وراء المنتخب الأولمبي الاسباني و المنتخب الأولمبي الفرنسي.
و لعب المغرب في المجموعة الثانية و التي تأهل منها متصدرا بانتصارين أمام المنتخب الأولمبي الأرجنتيني (2-1 ) و المنتخب الأولمبي  العراقي  (3-0 )و انهزم أمام المنتخب الأولمبي الأوكراني (2-1 )  ،و في  الربع نهائي فاز على  المنتخب الأولمبي الأمريكي (4-0) و في النصف نهائي خسر بصعوبة أمام المنتخب الأولمبي الاسباني (2-1 )  ، و في مباراة تحديد المركز الثالث هزم المنتخب الأولمبي المصري 2024  (6-0) بملعب “لا ألبوجوار” بمدينة “نانت” الفرنسية,.
و سجل إلياس أخوماش هدفا في الألعاب الأولمبية باريس 2024. في مرمى المنتخب الأولمبي الأمريكي في ربع النهائي.

## وصلات خارجية
- إلياس أخوماش على موقع الاتحاد الأوربي (الإنجليزية)
- إلياس أخوماش على موقع قاعدة بيانات كرة القدم.إي يو (الإنجليزية)
- إلياس أخوماش على موقع ليكيب (الفرنسية)
- إلياس أخوماش على موقع ناشيونال فوتبول تيمز (الإنجليزية)
- إلياس أخوماش على موقع Soccerway.com (الإنجليزية)
- إلياس أخوماش على موقع عالم كرة القدم.نت (الإنجليزية)